# 傳奇 (戲劇)
傳奇，中國傳統戲曲，明、清兩代一種戲劇的體制。

## 起源
「傳奇」一詞最早是指唐代文言小說「唐人傳奇」，宋、元時期被指稱諸宮調等說唱藝術以及南戲、雜劇。明代或以後才專稱為演唱南曲為主的長篇戲曲。
傳奇源自宋元南戲，因初期作品多演自唐傳奇，故有別於元代流行之雜劇。元、明以後傳奇演變為同時繼承自元曲的一種戲曲，又稱「南曲」。

## 體制特點
構成明代傳奇的要素有三：曲詞、賓白和科介。傳奇稱每幕戲為一「齣（出）」，每齣都有「齣目」。明清傳奇亦有類似楔子的架構，稱為家門大意或副末開場，固定於第一出中作為報幕性質，與劇情關聯不大。每劇齣數和篇幅沒有限制，篇幅長短自由，一般比元雜劇長很多，動輒四、五十齣，有的長至百餘齣，通常在三十至五十齣之間。文字亦較華麗。
第一齣戲稱為「家門」、「開場」，由副末上場，先吟誦一闕詞，交代創作緣起，或略述戲曲主張，然後再吟誦一闕詞，介紹劇情大要。傳奇取消了南戲的題目，把南戲的題目搬到第一齣戲的最後，成為副末開場以後的下場詩。
一齣戲中，不限通押一韻，可以換韻。所用為南方語音，平上去入四聲俱全。
明清傳奇以南曲為主，間用北曲（北隻曲、北套曲、南北合套），一齣戲不限一套曲子，可換宮調，且不限一宮調，韻腳可改換。曲牌連套分引子、過曲及尾聲。明清傳奇全部角色皆可唱，亦可輪唱或合唱，變化較元雜劇大。一齣戲可以同時出現數個不同宮調的套曲，多用南曲，清柔婉轉，較宜演情意纏綿的故事。除南曲外，還采用一些北曲曲牌。伴奏樂器以鼓板、簫管為主。
傳奇中所有登場人物角色皆可以演唱，不限於主角，比較靈活，可以多人同唱一劇。既有獨唱，也有對唱、輪唱和合唱。
傳奇通常以生、旦為主角，改雜劇男主角「末」為「生」。角色分工較雜劇和南戲為細，角色豐富，亦較雜劇和南戲有所增加。

## 唱腔
明代傳奇包括海鹽腔、餘姚腔、弋陽腔、崑山腔等等。自嘉靖、隆慶年間魏良輔等改革崑山腔之後，傳奇步入一個極盛的時期。它在藝術形式上比宋元南戲表現更加成熟、豐富、細密和規範化。

## 研究書目
- 青木正兒著，王古魯譯：《中國近世戲曲史》（北京：中華書局，2010）。
- 田仲一成著，云貴彬等譯：《明清的戲曲——江南宗族社會的表象》（北京：北京廣播學院出版社，2004）。
- 孫康宜著，王璦玲譯：〈明傳奇的結構──《琵琶記》與《牡丹亭》析論 （页面存档备份，存于）〉。
- 王璦玲：〈論明清傳奇之抒情性與人物刻畫 （页面存档备份，存于）〉。
- 王璦玲：〈明清傳奇名作中主題意識之深化與其結構設計 （页面存档备份，存于）〉。
- 王璦玲：〈論明清傳奇名作中「情境呈現」與「情節發展」之關聯性 （页面存档备份，存于）〉。